# Six Hits
Six Hits (em português: Seis Êxitos) é um EP lançado pela banda americana de rock alternativo Weezer a 27 de Novembro de 2008, pela editora DGC Records, em exclusivo para as lojas Best Buy. O álbum apresenta alguns dos êxitos gravados ao longo da carreira da banda entre 1994 até 2005.

## Visão Global
Lançado exclusivamente pelam cadeia de lojas americana Best Buy, o álbum Six Hits contém duas músicas do The Blue Album, duas músicas do The Green Album e duas músicas de Make Believe. O EP vinha como oferta na compra de qualquer um dos álbuns dos Weezer ou do álbum de Rivers Cuomo Alone II, mas foi mais tarde disponível por $9.99, e ocasionalmente em venda por $5.99. A versão de "Say It Ain't So" que surge em Six Hits é uma versão remisturada de 1995 (a qual substituiu a mistura original de todas as versões do The Blue Album impressas desde 1995). Similarmente, "Perfect Situation" apresenta-se na versão single remisturada de longa duração (a qual é também a versão padrão actual LP das impressões de Make Believe), com a introdução completa em solo de guitarra - ao contrário da edição original do single.
Acredita-se que a Geffen Records lançou a compilação durante a época natalícia de 2008 num esforço de aumentar as vendas do The Red Album dos Weezer, o qual, até essa altura, era o álbum dos Weezer com menos vendas. Contudo, também foram lançados EP's de "êxitos" por parte de outras bandas sob o comando da editora discográfica Universal nesse tempo.

## Recepção dos Fãs
O álbum Six Hits tornou-se tema de piadas dos fãs dos Weezer. Frequentemente, quando os fãs criavam covers da banda, Six Hits era alvo de chacota nas suas publicações. O álbum é, para muitos fãs, considerado uma perda de tempo e esforço por parte da editora discográfica. Com um preço de $9.99 por apenas seis músicas, declarava-se que um indivíduo podia comprá-las online por menos de $6.00. Para além deste facto, até 2009, as lojas Best Buy ficaram com os stocks recheados de cópias não vendidas do EP. Um fã declarou mesmo ter contado "81 cópias de Six Hits para sete cópias de um 'verdadeiro' álbum", na Best Buy da sua zona.

## Lista de Faixas
| N.º            | Título              | Compositor(es) | Duração |  |
| 1.             | "Buddy Holly"       | Rivers Cuomo   | 2:40    |  |
| 2.             | "Say It Ain't So"   | Rivers Cuomo   | 4:19    |  |
| 3.             | "Hash Pipe"         | Rivers Cuomo   | 3:07    |  |
| 4.             | "Island in the Sun" | Rivers Cuomo   | 3:20    |  |
| 5.             | "Beverly Hills"     | Rivers Cuomo   | 3:17    |  |
| 6.             | "Perfect Situation" | Rivers Cuomo   | 4:15    |  |
| Duração total: | Duração total:      | Duração total: | 20:58   |  |

## Pessoal
- Rivers Cuomo — guitarra principal, vocalista
- Patrick Wilson — bateria
- Brian Bell — guitarra, vocalista de apoio
- Matt Sharp — baixo, vocalista de apoio nas faixas 1 e 2
- Mikey Welsh — baixo, vocalista de apoio nas faixas 3 e 4
- Scott Shriner — baixo, vocalista de apoio nas faixas 5 e 6
- Ric Ocasek — produtor, faixas 1-4
- Rick Rubin — produtor, faixas 5-6